# Synagris mirabilis
Synagris mirabilis (лат.) — вид одиночных ос рода Synagris (Eumeninae).

## Распространение
Афротропика: Замбия, Занзибар, Малави, Мозамбик, Танзания, Эфиопия, ЮАР.

## Описание
Осы крупных размеров (около 2 см). Основная окраска чёрная с жёлтыми или оранжево-красными отметинами на апикальных четырёх тергитах. Характеризуются следующим сочетанием признаков: клипеус матовый, удлиненно-грушевидной формы, выпуклый на всем протяжении или очень узко уплощенный в преапикальный край; наличник, несколько пятен на усиках, мандибулах, голове и передних ногах, рыжевато-красные; 2—3 вершинных тергита брюшка с более или менее обширными белыми отметинами. Нижнечелюстные щупики 3-члениковые, нижнегубные состоят из 3 сегментов (формула 3,3), метанотум с боковыми выступами, заднебоковые углы проподеума образованы в виде треугольных вдавленных долей, престигма в два-три раза длиннее птеростигмы.

## Систематика
Таксон S. mirabilis был впервые выделен в 1848 году французским энтомологом Феликсом Эдуардом Герен-Меневиллем под названием Synagris mirabilis Guérin, 1848 по типовым материалам самцов из Эфиопии. Таксон включён в состав подрода Hypagris и трибы Odynerini (ранее в составе подрода Paragris). Филогенетический анализ признаков показал, что вид Synagris mirabilis  входит в состав клады сходных таксонов в следующей конфигурации (Synagris spiniventris + (Synagris analis (+ (Synagris mirabilis+Synagris calida))).
Подрод Hypagris de Saussure, 1855
- Synagris mirabilis Guérin, 1848